# Chiesa di San Giorgio (Bressanone)
La chiesa di San Giorgio (in tedesco St. Georg in Afers) è la parrocchiale di Eores (in tedesco Afers), frazione di Bressanone in provincia autonoma di Bolzano. Appartiene al decanato di Bressanone-Rodengo della diocesi di Bolzano-Bressanone e risale al XIII secolo.

## Storia
La prima citazione del luogo di culto risale alla metà iniziale del XIII secolo e nel 1758 fu oggetto di una ricostruzione quasi completa in nuove forme. L'unica parte della struttura rimasta originaria fu la torre campanaria quattrocentesca.
La chiesa parrocchiale ricostruita fu consacrata nel 1778 dopo la prima consacrazione avvenuta nel 1441.

## Descrizione
La chiesa parrocchiale alpina, che si trova al centro del piccolo nucleo abitato di Eores, ha una struttura semplice e conserva al suo interno alcune opere di interesse artistico.
La parte storicamente più interessante è l'antica torre campanaria originale.